# 임현성
임현성(1979년 4월 21일 ~ )은 대한민국의 배우이다.

## 학력
- 서울현대고등학교 졸업
- 중앙대학교 연극학과 졸업

## 출연 작품

### 영화
- 《1947 보스톤》 (2023년) - 한인 회장 역
- 《오케이! 마담》 (2020년) - 영화감독 역
- 《클로젯》 (2020년) - 후배 역
- 《감쪽같은 그녀》 (2019년) - 우람 부 역
- 《타짜: 원 아이드 잭》 (2019년) - 조철봉 역
- 《걸캅스》 (2019년) - 사이버수사대 경찰 역
- 《보안관》 (2017년) - 이강곤 역
- 《대역전》 (2016년) - 하대성 역
- 《미안해 사랑해 고마워》 (2015년) - 장 팀장 역
- 《허삼관》 (2015년) - 동대문 제일병원 관계자 역
- 《군도: 민란의 시대》 (2014년) - 염통 역
- 《이쁜 것들이 되어라》 (2014년) - 만기 역
- 《수상한 그녀》 (2014년) - 버스 남자 역
- 《사랑해! 진영아》 (2013년) - 정 대표 역
- 《롤러코스터》 (2013년) - 이동희 부기장 역
- 《더 테러 라이브》 (2013년) - 보도국 모니터 엔지니어 역
- 《웨딩 세레모니》 (2012년) - 남자 역
- 《자칼이 온다》 (2012년) - 매니저 역
- 《하울링》 (2012년) - 김경수 역
- 《도가니》 (2011년) - 영훈 역
- 《아름다운 유산》 (2011년) - 준기 역
- 《쌍화점》 (2008년)
- 《눈에는 눈 이에는 이》 (2008년) - 덩치 형사 1 역
- 《비스티 보이즈》 (2008년) - 마담 1 역
- 《동거, 동락》 (2008년) - 현진이 역
- 《사랑》 (2007년) - 놀부 역
- 《만남의 광장》 (2007년) - 군인 1 역
- 《화려한 휴가》 (2007년) - 상필 역
- 《황진이》 (2007년) - 노름꾼 1 역
- 《파란 자전거》 (2007년) - 상준 역
- 《모두가 걸어가는》 (2006년) - 백두산 역
- 《시간》 (2006년) - 지우 친구 1 역
- 《용서받지 못한 자》 (2005년) - 수동 역

### 드라마
- 《나인 퍼즐》 (2025년, Disney+) - 손인환 역
- 《7인의 탈출》(2023년, SBS) - 권 형사 역 (특별출연)
- 《형사록 시즌2》 (2023년, 디즈니+) - 용환주 역
- 《사장님을 잠금해제》 (2022년~2023년, ENA) - 하종백 역
- 《여신강림》 (2020년, tvN) - 왕자 사장 역
- 《블랙독》 (2019년, tvN) - 유재호 역
- 《드라마 스테이지 - 마지막 식사를 만드는 여자》 (2018년, tvN) - 죄수 역
- 《나쁜 녀석들 : 악의 도시》 (2018년, OCN) - 강삼식 역
- 《언터처블》 (2017년, JTBC) - 이성균 역
- 《프로의 탄생》 (2017년, 네이버TV) - 이부로 역
- 《38사기동대》 (2016년, OCN) - 방호석 역
- 《마녀보감》 (2016년, JTBC) - 투전꾼 역
- 《천상의 약속》 (2016년, KBS2) - 이중대 역
- 《투 비 컨티뉴드》 (2015년, MBC Every1) - 체육선생님 역
- 《신분을 숨겨라》 (2015년, MBC) - 진덕후 역
- 《화정》 (2015년, MBC)
- 《KBS 드라마 스페셜 - 바람은 소망하는 곳으로 분다》 (2015년, KBS2) - 한상구 역
- 《펀치》 (2014년, SBS) - 서동훈 역
- 《하녀들》 (2014년, JTBC) - 풍이 역
- 《아내스캔들 - 바람이 분다》 (2014년, TV조선)
- 《응급남녀》 (2014년, tvN) - 박상혁 역
- 《방과 후 복불복》 (2013년, 웹드라마)
- 《왓츠업》 (2011년, MBN)
- 《짝패》 (2011년, MBC) - 도갑 역
- 《조선X파일 기찰비록》 (2010년, tvN)
- 《민들레 가족》 (2010년, MBC) - 정필 역
- 《2009 외인구단》 (2009년, MBC) - 백두산 역
- 《온에어》 (2008년, SBS) - 김범래 역